# ميك جاكوب
ميك جاكوب (بالإنجليزية: Mick Jacob)‏ هو لاعب قذف أيرلندي، ولد في 1946.